# Mistrovství světa v zápasu řecko-římském 1985
Mistrovství světa v zápasu řecko-římském proběhlo v Kolbotnu, Norsko v roce 1985.

## Výsledky
| Kategorie | Zlato                        | Stříbro                    | Bronz                    |
| --------- | ---------------------------- | -------------------------- | ------------------------ |
| -48 kg    | Mahaddin Allahverdijev (URS) | Bratan Cenov (BUL)         | Csaba Vadász (HUN)       |
| -52 kg    | Jon Rønningen (NOR)          | Minsajat Tadžedinov (URS)  | Mihai Cişmaş (ROU)       |
| -57 kg    | Stojan Balov (BUL)           | Ovanes Arutjunjan (URS)    | Amadoris González (CUB)  |
| -62 kg    | Živko Vangelov (BUL)         | Bogusław Kłozik (POL)      | Gheorghe Savu (ROU)      |
| -68 kg    | Ștefan Negrișan (ROU)        | Michail Prokadzin (URS)    | Jim Martinez (USA)       |
| -74 kg    | Michail Mamiašvili (URS)     | Ștefan Rusu (ROU)          | Jouko Salomäki (FIN)     |
| -82 kg    | Bogdan Daras (POL)           | Abdul-Basir Battalov (URS) | Klaus Mysen (NOR)        |
| -90 kg    | Mike Houck (USA)             | Igor Kanygin (URS)         | Atanas Komšev (BUL)      |
| -100 kg   | Andrej Dimitrov (BUL)        | Tamás Gáspár (HUN)         | Anatolij Fedorenko (URS) |
| -130 kg   | Igor Rostorockij (URS)       | Ioan Grigoraș (ROU)        | Rangel Gerovský (BUL)    |